# Ahmed Afif

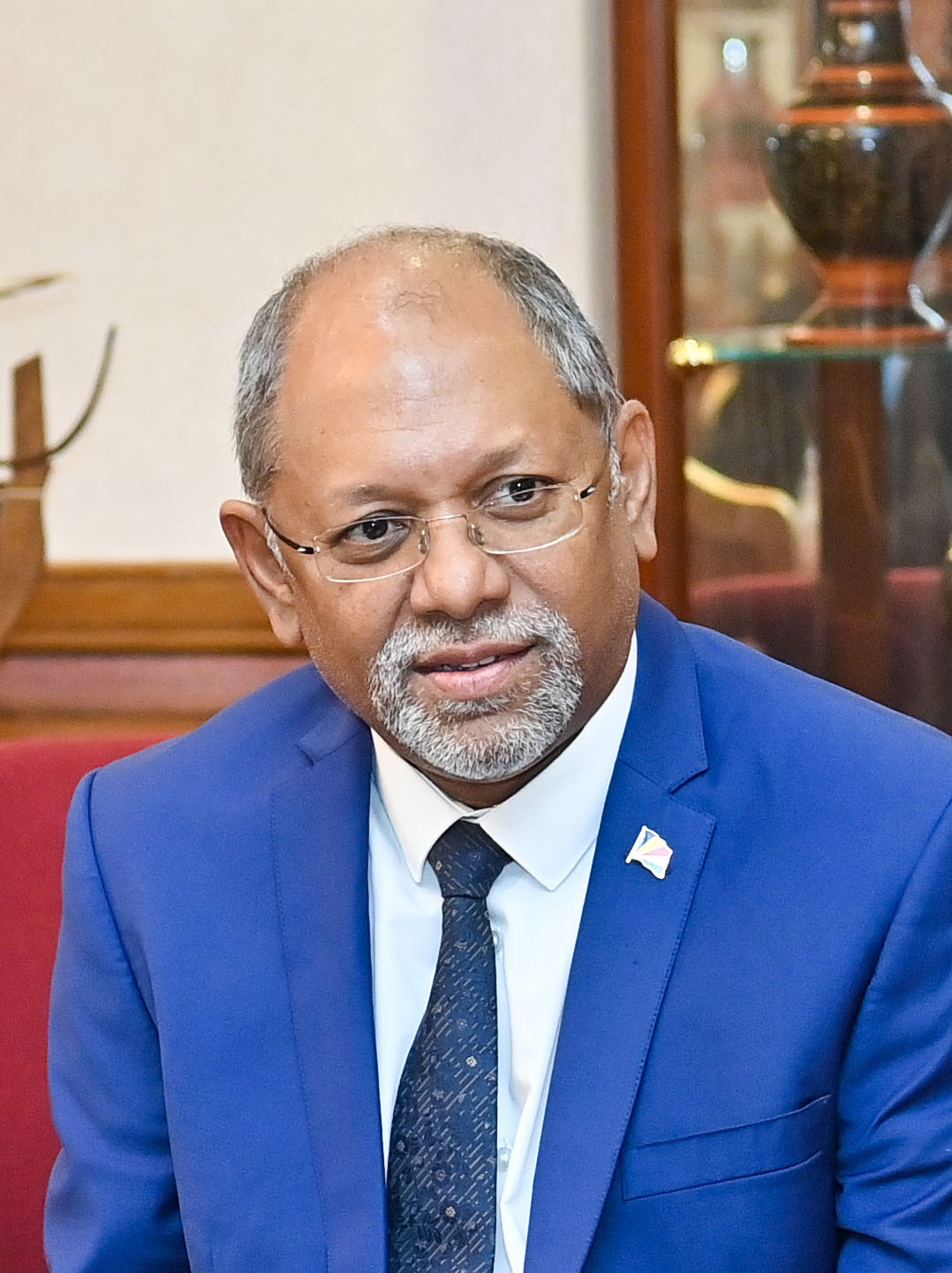
Ahmed Afif (2023)

Ahmed Afif (* 6. Januar 1967) ist ein Politiker der Seychellen von der Seychelles National Party, der seit 2018 stellvertretender Sprecher der Nationalversammlung ist.

## Leben
Ahmed Afif begann nach dem Besuch des Polytechnic 1987 seine berufliche Laufbahn als Angestellter der Central Bank of Seychelles, der Zentralbank des Landes. 1989 nahm er mit finanzieller Unterstützung durch ein Stipendium ein Studium der Fächer Mathematik, Operations Research, Statistik und Wirtschaftswissenschaften an der University of Warwick auf, das er 1992 mit einem Bachelor of Science (B.Sc. Maths, Operational Research, Statistics & Economics) abschloss. Nach seiner Rückkehr wurde er zunächst Mitarbeiter des Industrieministeriums und danach 1994 einer Sonderarbeitsgruppe der Zentralbank, die die Regierung der Seychellen beim Aufbau des internationalen Wirtschaftssektors beriet. 1995 wechselte er zur neu gegründeten Offshore-Behörde SIBA (Seychelles International Business Authority) und danach ins Finanzministerium. Nach einer weiteren Tätigkeit im Büro des Vizepräsidenten wurde er Mitarbeiter im Präsidialamt, wo er Berater von Präsident France-Albert René sowie ab 2004 von dessen Nachfolger James Alix Michel für Wirtschaftspolitik und Tagespolitik war.
2005 wurde Afif Chief Executive Officer (CEO) der Seychelles International Business Authority (SIBA) und hatte diese Funktion bis 2007 inne, woraufhin er als Principal Secretary zwischen 2007 und 2012 höchster Beamter des Ministeriums für Finanzen und Handel war. Daneben gehörte er verschiedenen Regierungsgremien an und war zudem Vorstandsvorsitzender der beiden staatlichen Banken Nouvobanq und Seychelles Savings Bank. In diesen Funktionen war er 2008 maßgeblich an den Entwürfen und der Umsetzung der wichtigen makroökonomischen Wirtschaftsreformen der Regierung beteiligt, die insbesondere wichtige Steuer- und Währungsreformen beinhaltete. Nach seinem Ausscheiden aus der Regierung 2012 war er als Wirtschafts- und Finanzberater in der Privatwirtschaft tätig.
Bei den Parlamentswahlen vom 8. bis 10. September 2016 wurde Ahmed Afif für die Partei Linyon Demokratik Seselwa (LDS) zum Mitglied der Nationalversammlung gewählt und vertritt in dieser seither den Wahlkreis Anse Etoile. Zu Beginn seiner Parlamentszugehörigkeit war er stellvertretender Vorsitzender des Ausschusses für Finanzen und öffentliche Konten und zudem Parlamentarischer Geschäftsführer (Chief Whip) der oppositionellen LDS. Nachdem Nicholas Prea am 6. März 2018 als Nachfolger von Patrick Pillay zum Sprecher der Nationalversammlung (Speaker of the National Assembly) und damit zum Parlamentspräsidenten gewählt wurde, übernahm Afif von Prea das Amt des stellvertretenden Sprechers (Deputy Speaker).